# Товариство шкільної освіти
Товариство шкільної освіти (повна назва — Товариство розповсюдження шкільної освіти в Україні) — товариство, засноване українським учительством у березні 1917 в Києві з метою організації українського шкільництва.

## Історія
Товариство було засноване у березні 1917. На чолі Товариства стала Рада Товариства, першим головою якого став Іван Стешенко.
Під егідою товариства 5—6 квітня 1917 року відбувся Перший Всеукраїнський з'їзд учителів і професорів, що ухвалив між іншим просити Українську Центральну Раду утворити Головну шкільну раду, якій підлягали би куратори трьох шкільних округ в Україні і яка планово повела би справу організації рідної школи й освіти в Україні. У зв'язку з цим Центральна рада створила при собі шкільну комісію, що якої увійшла ціла Рада ТШО. Згодом з цієї комісії виникла Генеральна шкільна рада при Генеральному секретаріаті освіти, який очолив Іван Стешенко.
10 квітня на зборах ТШО до Ради товариства було обрано: Петра Холодного (товариш (заступник) голови), членів Андрія Лещенка, Олександра Дорошкевича, Софію Русову, В'ячеслава Прокоповича, Надію Шульгину, Миколу Сімашкевича, кандидатами — Тимофія Лубенця, О. Ковалькова.
ТШО при допомозі Всеукраїнської учительської спілки влітку 1917 року організували до сотні учительських курсів на кошти зреформованих на демократичних засадах місцевих самоуправних органів. Створено окрему Комісію для опрацювання «Програми єдиної української школи» (запропонував Петро Холодний), щоб дати змогу дітям вільно переходити від нижчої до середньої та вищої школи. Той план обговорено 10-12 серпня на ІІ Всеукраїнському з'їзді учителів і взято за основу проекту єдиної школи. Остаточна редакція цього проекту для першого циклу єдиної школи, так званої основної, надруковано в Кам'янці-Подільському коштом міністерства освіти, Програма другого циклу єдиної школи, так званої колегії, залишилася у рукописі.
У березні 1917 року ТШО організувало Першу українську гімназію ім. Т. Шевченка (перший директор Петро Холодний). 8 серпня 1917 року відкрито Другу українську гімназію ім. Кирило-Мефодіївського товариства (перший директор Теоктист Сушицький).
Протягом 1917—1918 років ТШО створювало шкільні програми, розробляло українську термінологію, брало активну участь у виданні шкільних підручників.
Вдруге ТШО відіграло визначну роль у другій половині 1919 року під час окупації України Добровольчою армією, коли воно взяло на себе керівництво всім (тоді приватним) шкільництвом, оборону його перед владою і матеріальне забезпечення (з добровільних пожертв українського громадянства і зокрема української кооперації).